# 悪人と美女
『悪人と美女』（あくにんとびじょ、英語: The Bad and the Beautiful）は、1952年に製作・公開されたアメリカ映画である。

## 概要
MGMで華やかなミュージカル映画作品を多く監督していたヴィンセント・ミネリが手がけたハリウッド内幕物映画。カーク・ダグラス扮する野心家の辣腕プロデューサーを軸に、彼のエゴイズムによって公私にわたり翻弄されて痛手を受け、苦汁を呑まねばならなかった3人の映画人――映画監督（バリー・サリヴァン）、女優（ラナ・ターナー）、シナリオライター（ディック・パウエル）――それぞれの回想を交えて描いた作品である。
この時代に幾つかつくられたハリウッド内幕物作品でも、ビリー・ワイルダー監督の『サンセット大通り』、ジョーゼフ・L・マンキーウィッツ監督の『イヴの総て』(いずれも1950年製作)と並ぶ著名な傑作で、1952年度アカデミー賞ではグロリア・グレアムの助演女優賞のほか、脚本、撮影なども評価され、合計5部門で受賞した。デイヴィッド・ラクシン作曲の流麗なメインテーマ曲は "Love Is For The Very Young" の題名を与えられ、スタンダードナンバーとなっている。
2002年にアメリカ国立フィルム登録簿に登録されている。

## キャスト
| 役名                           | 俳優                   | 日本語吹替 | 日本語吹替 |
| 役名                           | 俳優                   | 東京12ch版 | 劇場公開版 |
| ------------------------------ | ---------------------- | ---------- | ---------- |
| ジョージア・ロリソン           | ラナ・ターナー         | 瀬能礼子   | 坂本和子   |
| ジョナサン・シールズ           | カーク・ダグラス       | 羽佐間道夫 |            |
| ハリー・ペベル                 | ウォルター・ピジョン   | 早野寿郎   |            |
| ジェームズ・リー・バートロウ   | ディック・パウエル     | 川久保潔   | 小山源喜   |
| フレッド・アミエル             | バリー・サリヴァン     | 宮川洋一   | 巖金四郎   |
| ローズマリー（ジェームズの妻） | グロリア・グレアム     |            |            |
| ヴィクター・リベラ             | ギルバート・ローランド |            |            |

- 東京12ch版：初回放送1971年3月4日『木曜洋画劇場』
- 劇場公開版：1953年公開。洋画で初めて日本語吹替版が制作された。当時、配給元のMGMが海外上映の際、吹替を制作する方針だったため、本編中三ヵ所、約二十分ほどが日本語吹替で上映された（他は字幕）。

## スタッフ
- 監督：ヴィンセント・ミネリ
- 脚本：チャールズ・シュニー
- 音楽：デイヴィッド・ラクシン
- 撮影：ロバート・サーティース
- 編集：コンラッド・A・ネルヴィッヒ
- 美術：セドリック・ギボンズ、エドワード・C・カルファーノ
- 装置：エドウィン・B・ウィリス、F・ケオー・グリーソン
- 衣裳：ヘレン・ローズ
- 録音：ダグラス・シアラー

## 映画賞受賞・ノミネーション
- 受賞
  - アカデミー助演女優賞：グロリア・グレアム
  - アカデミー脚色賞：チャールズ・シュニー
  - アカデミー撮影賞（白黒）：ロバート・サーティース
  - アカデミー美術賞：セドリック・ギボンズ、エドワード・C・カルファーノ、エドウィン・B・ウィリス、F・ケオー・グリーソン
  - アカデミー衣裳デザイン賞（白黒）：ヘレン・ローズ
- ノミネーション
  - アカデミー主演男優賞：カーク・ダグラス
  - ゴールデングローブ賞 助演女優賞：グロリア・グレアム
  - ゴールデングローブ賞 助演男優賞：ギルバート・ローランド
  - 英国アカデミー賞作品賞